# Clearview (police de caractères)
Clearview, ou ClearviewHwy, est une police de caractères linéale conçue par Terminal Design pour la Federal Highway Administration avec l’aide de chercheurs du Texas Transportation Institute et du Pennsylvania Transportation Institute.